# Przełęcz nad Szyją
Przełęcz nad Szyją (1754 m) – przełęcz w północnej grani Kończystego Wierchu pomiędzy Czubikiem (1845 m) a południowym, wyższym wierzchołkiem Trzydniowiańskiego Wierchu (1765 m). Wschodnie stoki spod przełęczy opadają do Doliny Jarząbczej, zachodnie do Doliny Starorobociańskiej. Nazwa przełęczy pochodzi od żlebu Szyja opadającego spod przełęczy do Doliny Starorobociańskiej.
Jest to płytka, trawiasta przełęcz. Dawniej jej rejon był wypasany, wchodził w skład Hali Starorobociańskiej (stoki wschodnie) i Jarząbczej (stoki zachodnie). Pozostałością dawnego pasterstwa jest nazewnictwo rejonu przełęczy (Szyja, Twardy Upłaz, Wąskie Żlebki) oraz trawiaste tereny powstałe w wyniku wycięcia kosodrzewiny. Przez przełęcz prowadzi szlak turystyczny o dookólnych panoramach widokowych, jednakże po zaprzestaniu pasterstwa rejon przełęczy stopniowo zaczyna zarastać kosodrzewiną.

## Szlaki turystyczne
– zielony szlak, trawersujący wierzchołek Czubika i prowadzący na Kończysty Wierch. Czas przejścia: 55 min, ↓ 45 min

## Przypisy

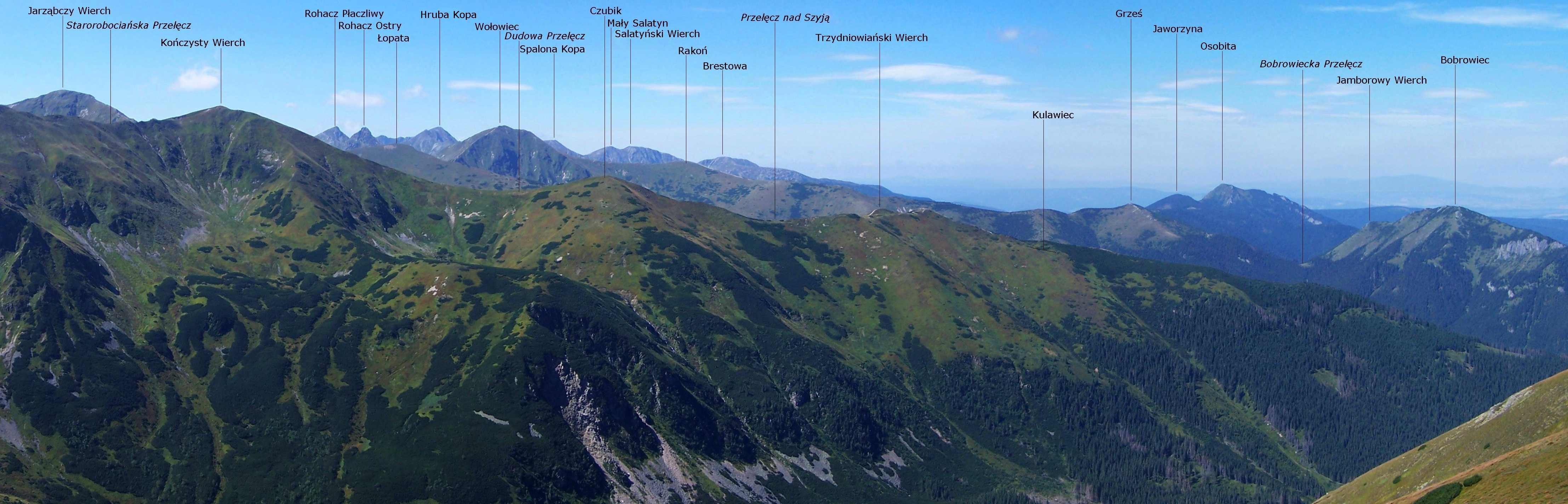
Przełęcz nad Szyją wśród opisanych obiektów. Widok z Zadniego Ornaku